# Roberto Luis Fresnedoso Prieto
Roberto Luis Fresnedoso Prieto (Toledo, 15 de gener de 1973) és un exfutbolista castellanomanxec, que ocupava la posició de migcampista.

## Trajectòria
Comença a destacar a les files del Girona FC, i el 1990 fitxa pel juvenil de l'Espanyol. El 1991 fitxa pel CE L'Hospitalet, llavors filial del RCD Espanyol. Roberto Fresnedoso debutaria amb els pericos la temporada 92/93, tot jugant un partit a la màxima categoria. A l'any següent, amb l'Espanyol passant breument per Segona Divisió, el toledà aconsegueix un lloc a l'onze titular de l'equip blanc-i-blau, i que mantindria a la temporada següent, de nou a Primera.
L'estiu de 1995, fitxa per l'Atlètic de Madrid, amb qui guanya la Lliga i la Copa. Juga 31 partits, gairebé la meitat de suplent. La temporada 96/97 la seua aportació baixaria a 27 partits, i a la següent, cedit a l'Espanyol, tan sols en jugaria 16.
Va recuperar un lloc a l'equip matalasser la temporada 98/99, en la qual disputa 30 partits, però no tíndria continuïtat, i amb prou feines comptaria en les següents tres campanyes amb l'Atlético, dues d'elles a Segona.
La 02/03 marxa a la UD Salamanca, on signa la seua millor campanya, amb 40 partits i 10 gols, que li obri de nou les portes de primera divisió, a les files del Reial Múrcia CF. Però, amb els murcians només juga 8 partits de la primera part de la temporada 03/04, que acabaria en el Rayo Vallecano. El 2004 recala a la Cultural Leonesa de Segona B. Al club lleonés penja les botes el 2005.
Fresnedoso va ser internacional en categoria sub-21 amb la selecció espanyola i amb la catalana.